# Cindy Rival
Cindy Rival (1 de enero de 1993) es una deportista neocaledonia que compitió en judo. Ganó tres medallas de bronce en el Campeonato de Oceanía de Judo entre los años 2011 y 2015.

## Palmarés internacional
| Campeonato de Oceanía | Campeonato de Oceanía | Campeonato de Oceanía | Campeonato de Oceanía |
| Año                   | Lugar                 | Medalla               | Categoría             |
| --------------------- | --------------------- | --------------------- | --------------------- |
| 2011                  | Papeete (Francia)     | Medalla de bronce     | –52 kg                |
| 2012                  | Cairns (Australia)    | Medalla de bronce     | –52 kg                |
| 2015                  | Païta (Francia)       | Medalla de bronce     | –57 kg                |